# Contes de l'au-delà
Contes de l'au-delà (Ghost Stories) est une série télévisée américaine en 44 épisodes de 21 minutes, diffusée entre le 28 septembre 1997 et le 8 juin 1998 sur la chaîne Fox Family.
En France, la série a été diffusée sur 13ème rue entre le 19 novembre 1998 et le 19 septembre 2000 puis rediffusée sur Cinéfaz.
Au Québec, la série est diffusée sur Frissons TV depuis le 30 octobre 2017.

## Synopsis
Cette série est une anthologie d’histoires surnaturelles d'outre-tombe.

## Épisodes
1. Alice (Back Ward)
2. Dernier vol pour Miami (Last Flight Out)
3. Petite sœur (Step Sister)
4. Tu seras mienne (You’ll Always Be Mine)
5. Pressentiments (Wake in Fear)
6. Billets sanglants (Blood Money)
7. L’Œuvre inachevée (Landscape of Lost Dreams)
8. Un froid d’outre tombe (Cold in the Grave)
9. Les Démons intérieurs (Personal Demons)
10. Enchaînés (Cloistered)
11. Buffet de nuit (All Night Diner)
12. Attention à la muse (Beware the Muse)
13. Brasiers (Blazes)
14. Perdu dans l’espace (Cold Dark Space)
15. Le Monstre aux yeux verts (Green-Eyed Monster)
16. Les Amis de Sara (Sara’s Friends)
17. Que la bête meure (Beat the Reaper)
18. Conscience (Conscience)
19. Nuits livides (Sleep No More)
20. Le Point de l’espoir (Point Hope)
21. L’Épée magique (The Stainless Blade)
22. L’État de grâce (The State of Grace)
23. La Revenante (Fatal Distraction)
24. Un enfant difficile (The New Nanny)
25. Maladies de cœur (Heartsick)
26. Aux portes de la mort (At Death’s Door)
27. Sous-sol (Underground)
28. Juste du cinéma (It’s Only a Movie)
29. Cure de jouvence (Consumers)
30. Le Bras de la mort (From the Ashes)
31. La Maison de l’épouvante (The Scream House)
32. Vous réveillerez les morts (You’ll Wake the Dead)
33. Le Repos éternel (Resting Place)
34. L’Héritage (Inheritance)
35. Miroir, mon beau miroir (Mirror, Mirror)
36. La maison qui pleure (The House That Spilled Tears)
37. Le Prix à payer (Winner Takes All)
38. Bombes glacées (Cabin Fever)
39. Bénissez-moi mon père (Bless Me Father)
40. Coup de gomme (Erased)
41. Descente aux enfers (Going Down)
42. Mensonges (Denial)
43. Le Choc des photos (Parting Shot)
44. La Voix de l’océan (I Heard You Call My Name)